# Libusza (księżniczka)
Libusza, Lubosza (cz. Libuše) – według kroniki Kosmasa, legendarna władczyni Czech, najmłodsza córka Kroka, założycielka Pragi, siostra Tetki i Kazi.
Po śmierci Kroka na władczynię obrano jego najmłodszą córkę, gdyż według Kosmasa była roztropniejsza od swoich sióstr i posiadała dar wieszczy. Założyła gród Libušín. Kosmas opisał Libuszę jako wspaniałą władczynię, prawą, przezorną i dobrą dla poddanych. Szczęśliwe rządy Libuszy trwały do czasu, gdy między dwoma możnymi doszło do sporu o granice posiadłości. Po rozsądzeniu sprawy na korzyść jednego z nich, drugi ostro zaprotestował przeciwko rządom kobiety. Urażona Libusza wskazała swoim poddanym wieś Stadice nad rzeką Bíliną, gdzie mieli znaleźć męża dla niej i władcę dla siebie. Wysłańcy odnaleźli tam Przemysła Oracza, który poślubił Libuszę i rządził wraz z nią Czechami, ustanawiając prawa dla kraju. Nad rzeką Wełtawą Libusza nakazała odnaleźć człowieka ciosającego próg domu i w tym miejscu wybudować gród nazwany od progu Pragą.
Libusza jest bohaterką Kroniki Dalimila z początku XIV w.
Żyjący w XVI wieku czeski kronikarz Václav Hájek z Libočan obliczył obranie przez Czechów Libuszy na sędziego w 710 roku, w 715 roku na księcia, a jej zgon na 735 rok.
Postać Libuszy w późniejszych wiekach stała się symbolem czeskiej świadomości narodowej. Uczeni tacy jak Gelazy Dobner odrzucając historyczność Kroka uznawali jednocześnie historyczność Libuszy. Postać Libuszy stała się inspiracją dla m.in. Johanna Gottfrieda Herdera, Clemensa Brentano czy Franza Grillparzera, autora dramatu Libussa (1840). Odnaleziony rzekomo w 1818 roku rękopis zielonogórski zawierał fragment pt. Sąd Libuszy, o wymowie antyniemieckiej. Na podstawie Sądu Libuszy Bedřich Smetana skomponował w latach 1871–1872 operę Libusza (Libuše).
Współcześnie fabularyzowane dzieje Libuszy przedstawiono w  filmie czesko-amerykańskim The Pagan Queen z 2009.